# Zygina botelensis
Zygina botelensis är en insektsart som beskrevs av Matsumura 1940. Zygina botelensis ingår i släktet Zygina och familjen dvärgstritar.
Artens utbredningsområde är Taiwan. Inga underarter finns listade i Catalogue of Life.